# أنت مغرور جدا (أغنية)
أنت مغرور جدًا (بالإنجليزية:  You're So Vain)‏ أغنية كتبتها كارلي سيمون عام 1971 وتم إصدارها في نوفمبر 1972، وهي واحدة من أكثر الأغاني التي تميزت بها سيمون، وعند إصدارها صعدت إلى المرتبة الأولى في الولايات المتحدة  وكندا  وأستراليا  ونيوزيلندا. تم تصنيف الأغنية في المرتبة رقم 92 على قائمة أفضل أغاني بيلبورد بيلبورد (مجلة) في كل العصور. تم التصويت في رابطة صناعة التسجيلات الأمريكية RIAA لأغنية «أنت مغرور جدًا»، في المرتبة 216 في أغاني القرن. توجتها شركة القوائم الرسمية في المملكة المتحدة في أغسطس 2014، بأغنية السبعينيات. تقدم الأغنية لمحة نقدية عن عاشق منغمس في نفسه ومحب لذاته، ولطالما كانت هوية الشخص المقصود في الأغنية، موضع تكهنات، وصرحت سايمون أن الأغنية تشير إلى ثلاثة رجال، واحد منهم فقط سمته علنًا، وهو الممثل الوسيم وارن بيتي.
يعزف لازمة مقدمة الأغنية كلاوس فورمان على الجيتار الباس، وتلعب كارلي سايمون البيانو. ساهم ميك جاغر (مغني فريق الرولنج ستونز ذا رولينج ستونز ذائع الصيت) بدعم الغناء ولم يذكر ذلك في بيانات الأغنية، وعندما سُئلت سيمون عن كيفية حدوث هذا التعاون قالت: "حدث أن جاجر اتصل في الاستوديو، وقلت: "نحن نقوم بتسجيل بعض غناء داعم لأغنية لي، لماذا لا تأتي وتغني معنا؟".

## طاقم العزف والتسجيل
- كارلي سيمون: غناء رئيسي، غناء في الخلفية، بيانو، توزيع الوتريات
- جيمي رايان: جيتار
- بول بكماستر: وتريات
- ريتشارد بيري: إيقاع
- كلاوس فورمان: جيتار باس
- جيم جوردون: طبول[12]

## إشارات في الأغنية
الجافوت: رقصة فرنسية.
غيوم في قهوتي (أو سحب في قهوتي): قالت سيمون: "في رحلة طائرة مع صديقي لاعب البيانو بيلي ميرنيت، وكنت أشرب قهوتي، وكانت هناك سحب خارج نافذة الطائرة ويمكنك رؤية إنعكاسها في فنجان القهوة، وقال لي بيلي: "إنظري إلى السحب في قهوتك".
ساراتوجا: تشير إلى موسم سباق الخيل في «دورة ساراتوجا لسباق الخيل» الذي يقام في أواخر يوليو وأغسطس وأوائل سبتمبر في ساراتوجا سبرينجز بنيويورك، ويرتاد هذا الموسم الأغنياء والمشاهير في نيويورك ومدن الساحل الشرقي الأخرى.
نوفا سكوشا: حدث خسوفين للشمس مرئيان من نوفا سكوشا بكندا، في أوائل السبعينيات، في 7 مارس 1970، و 10 يوليو، 1972.

## كلمات الأغنية
أيها الشقي Son of a gun
لقد دخلت الحفلة كما لو كنت تخطو على متن يخت You walked into the party like you were walking onto a yacht
تخفض قبعتك بقصد على عين واحدة Your hat strategically dipped below one eye
وشاحك مشمشي اللون Your scarf it was apricot
ترمق نفسك بعين واحدة في المرآة وأنت ترقص الجافوت You had one eye in the mirror as you watched yourself gavotte
وجميع الفتيات تحلمن بأنهن سيكونن شريكاتك And all the girls dreamed that they'd be your partner
سيكونن شريكاتك They'd be your partner, and
أنت مغرور جدًا، ربما تعتقد أن هذه الأغنية عنك You're so vain; you probably think this song is about you
أنت مغرور جدًا، أراهن أنك تعتقد أن هذه الأغنية عنك You're so vain; I'll bet you think this song is about you
أليس كذلك؟ أليس كذلك؟ ?Don't you? Don't you
ملكتني منذ عدة سنوات عندما كنت ساذجًة جدا You had me several years ago when I was still quite naive
وقتها قلت أننا نشكل زوجًا جميلًا When you said that we made such a pretty pair
وأنك لن ترحل أبدًا And that you would never leave
لكنك تخليت عن الأشياء التي أحببتها وكان أحدهم أنا But you gave away the things you loved and one of them was me
كان لدي بعض الأحلام، كانت غيوم في قهوتي I had some dreams; they were clouds in my coffee
غيوم في قهوتي Clouds in my coffee, and
أنت مغرور جدًا، ربما تعتقد أن هذه الأغنية عنك You're so vain; you probably think this song is about you
أنت مغرور جدًا، أراهن أنك تعتقد أن هذه الأغنية عنك You're so vain; I'll bet you think this song is about you
أليس كذلك؟ أليس كذلك؟ أليس كذلك؟ ?Don't you? Don't you? Don't you
حسنًا، سمعت أنك ذهبت إلى ساراتوجا وفاز حصانك بالطبع Well I hear you went up to Saratoga and your horse naturally won
وحلقت بطائرتك الخاصة إلى نوفاسكوشيا Then you flew your Lear jet up to Nova Scotia
لرؤية الكسوف الكلي للشمس To see the total eclipse of the sun
حسنًا، دائما ماتكون أنت في المكان الذي ترغب أن تكون فيه Well you're where you should be all the time
وعندما لا تكون، فأنت مع جاسوس من العالم السفلي And when you're not you're with some underworld spy
أو زوجة صديق مقرب، زوجة صديق مقرب Or the wife of a close friend, wife of a close friend, and
أنت مغرور جدًا You're so vain

## نسخ أخرى للأغنية
قام أكثر من 70 فنان  بتقديم نسخهم الخاصة من الأغنية كانت أبرزهم:
ليزا مينيلي (1973) – فاوستو بابيتي (1973) – جيمس لاست (1973) - فريق سموكي (2001) - مارلين مانسون وجوني ديب (2012).

## وصلات خارجية
https://www.songfacts.com/facts/carly-simon/youre-so-vain أنت مغرور جدا (أغنية)
https://www.youtube.com/watch?v=QNir1anaVu4 أنت مغرور جدا (أغنية)
https://www.allmusic.com/song/youre-so-vain-mt0026934639 أنت مغرور جدا (أغنية)
https://www.youtube.com/watch?v=Q-nObAjjdsQ أنت مغرور جدا (أغنية)
https://www.youtube.com/watch?v=OHWrudgCc3Q أنت مغرور جدا (أغنية)
https://www.youtube.com/watch?v=ByzjtUJxTmg أنت مغرور جدا (أغنية)